# Маркопулос, Йоргос
Йоргос Маркопулос (греч. Γιώργος Μαρκόπουλος, 1951, Месини) — новогреческий поэт.

## Биографические сведения
Йоргос Маркопулос изучал экономику и статистику в Университете Пирея, в то время Высшей школе промышленных исследований.
Относится к поколению литераторов 70-х, которые начали публиковать свои работы в эпоху греческой военной хунты «черных полковников» и первые годы Метаполитефси.
В 1996 Йоргос Маркопулос удостоен премии имени Константиноса Кавафиса в Александрии, Египет, в 1999 — Государственной премии в области поэзии за сборник «Μη σκεπάζεις το ποτάμι», который также был номинирован на получение премии Европейского союза 2000 года. Его работы переведены на английский, французский, итальянский и польский языки .
Наряду с поэзией Йоргос Маркопулос пишет литературоведческие работы и критические литературные отзывы в специализированных журналах и газетах. С 1982 года член Греческой союза писателей, а в период 1984—1986 годов служил в членом Совета директоров союза.

## Сборники стихов
- «Έβδομη Συμφωνία», Афины 1968
- «Οκτώ συν ένα εύκολα κομμάτια και η κεφτουριά του κάτων κόσμου», Афіни 1973
- «Η θλίψις του προαστίου», Афины 1976
- «Οι πυροτεχνουργοί», Афины 1979
- «Ποιήματα 1968—1976», Афины 1980
- «Η ιστορία του ξένου και της λυπημένης», Афины 1987
- «Ποιήματα 1969—1987», Афины 1992
- «Η φοβερή πατρίδα μου», Афины 1994
- «Μη σκεπάζεις το ποτάμι», Афины 1998
- «Κρυφός Κυνηγός», Афины 2010

## Очерки
- «Εκδρομή στην άλλη γλώσσα Α'», Афины 1991
- «Εκδρομή στην άλλη γλώσσα Β'», Афины 1994
- «Λευτέρης Ιερόπαις — Μια παρουσουσίαση», Афины 1999
- «Ιστορικό κέντρο», Афины 2005
- «Η ποίηση του Τάσου Λιβαδίτη», Афины 2009